# 7818 Muirhead
7818 Muirhead eller 1990 QO är en asteroid i huvudbältet som upptäcktes 19 augusti 1990 av den amerikanske astronomen Eleanor F. Helin vid Palomar-observatoriet. Den är uppkallad efter Brian K. Muirhead.
Asteroiden har en diameter på ungefär 4 kilometer.